# Schloss Dryburg
Schloss Dryburg ist das älteste erhaltene Wohngebäude in Bad Langensalza im Thüringer Unstrut-Hainich-Kreis. Es handelt sich um einen viergeschossigen Bau über L-förmigem Grundriss, der ehemals eine Burganlage mit Trockengraben und Vorburg war.

## Lage und Nutzung
Die letzten Gebäude der mittelalterlichen Dryburg – der erhaltene West- und Südflügel des späteren Schlosses – stehen im Norden der historischen Altstadt von Bad Langensalza, zwischen Vor dem Schlosse und Am wilden Graben. Nach umfangreichen Sanierungsarbeiten in den 1990er Jahren dienen sie heute als Wohn- und Geschäftshaus.

## Geschichte

### Herren von Salza
Die Erbauer der im 12. Jahrhundert errichteten Burganlage nannten sich Herren von Salza, nach der um 900 erstmals erwähnten Siedlung und dem gleichnamigen kleinen Fluss. Die Dryburg war der Stammsitz dieses dem Thüringer Landgrafen nahestehenden, nicht unbedeutenden Ministerialengeschlechts, dem wohl auch Hermann von Salza angehörte, Hochmeister des Deutschen Ordens und Vertrauter Kaiser Friedrichs II. Sie waren im Besitz des Münzrechts und besaßen im 13. Jahrhundert in Salza eine Münzstätte, die durch Münzfunde nachgewiesen ist.
1212, im staufisch-welfischen Thronstreit, belagerte Kaiser Otto IV. die Burg mit der berühmten Belagerungsmaschine, dem Dreibock (triboch). Durch den im 15. Jahrhundert missverstandenen und falsch übersetzten lateinischen Text eines Chronisten kam Schloss Dryburg (Sloss Driborg) zu seinem Namen.
Nach 1212 wurde Salza offensichtlich von Otto IV. zur Stadt erhoben, 1222 erscheint die Siedlung erstmals in einer Urkunde als oppidum (Stadt). Die Stadt wurde mit Mauer und Türmen befestigt, und die Dryburg, in die Befestigungsanlagen einbezogen, lag nun hinter der Stadtmauer.
Die Herren von Salza verkauften wegen Erbstreitigkeiten ab 1342 ihre Rechte an der Burg und der Stadt. Drei Brüder verkauften ihren Anteil an den Thüringer Landgrafen, den Wettiner Friedrich II., den Ernsthaften, während der vierte Bruder seinen Anteil an Erzbischof Heinrich III. von Mainz veräußerte. Im Frühjahr 1346, in der Thüringer Grafenfehde (1342–1346), eroberten die Truppen des Landgrafen die Stadt, die inzwischen von den Mainzern besetzt worden war. Salza und auch die Dryburg wurden durch Brand fast völlig zerstört. Johann, Heinrich, Günther und Friedrich von Salza wurden von Landgraf Friedrich, ihrem Lehnsherrn, 1347 an anderen Orten mit neuen Rechten und Gütern belehnt. 1409 starb das Geschlecht derer von Salza im Mannesstamm aus.

### Doppelherrschaft
Landgraf Friedrich und das Erzbistum Mainz einigten sich 1346 auf die gemeinsame Verwaltung und 1350 auf den gemeinsamen Besitz von Stadt und Burg. Die bis auf zwei Wohntürme niedergebrannte Dryburg wurde von den Vögten der beiden Herrschaften neu errichtet. 1356 begannen diese auch mit dem Bau einer erweiterten Stadtmauer, die die beiden Vorstädte an die Altstadt anschloss. Die Dryburg lag nun innerhalb der größer gewordenen Stadt und verlor ihre Bedeutung als Verteidigungsanlage am nördlichen Stadtrand; sie war künftig nur noch Wohn- und Amtssitz. Mit dem Ausscheiden des Erzbistums Mainz endete 1387 die gemeinsame Herrschaft; Stadt und Burg waren jetzt im alleinigen Besitz der Wettiner.

### Albertiner
Durch die Leipziger Teilung von 1485 kam der nördliche Teil Thüringens mit Salza und der Dryburg an die albertinische Linie des Hauses Wettin. Die Burg wandelte sich zum repräsentativen Schloss, das auch vielen durchreisenden Regenten und ihrem Gefolge als Quartier diente.
Im Deutschen Bauernkrieg belagerten im April 1525 mehrere Hundert Bauern und Bürger aus Mühlhausen und Salza das Schloss. Sie bedrängten den Amtsmann Sittich von Berlepsch und zerstörten das Gefängnis. Weitergehende Schäden gab es offenbar nicht. Im Dreißigjährigen Krieg (1618–1648) wurde das Schloss mehrmals geplündert, 1632 von den Reitern des kaiserlichen Generals Pappenheim. Im Dezember 1640 nahm der schwedische Feldmarschall Johan Banér mit seiner Frau im Schloss Quartier, das zu dieser Zeit von den Schweden besetzt war.
Das Amt Langensalza (Salza wird 1578 urkundlich erstmals als Langensalza erwähnt) mit der Stadt und dem Schloss kam 1657 an die albertinische Nebenlinie der Herzöge von Sachsen-Weißenfels. Nun erfolgte der Ausbau des Schlosses zum Witwensitz. Von 1717 bis 1730 lebte Friederike Elisabeth von Sachsen-Weißenfels auf Schloss Dryburg, und im Jahre 1745 Anna-Sophie-Elisabeth, die Witwe des Herzogs von Sachsen-Eisenach. Nach dem Erlöschen der Nebenlinie Sachsen-Weißenfels fiel Langensalza mit Schloss Dryburg 1746 an die Hauptlinie der Albertiner zurück. Die Witwe des letzten Herzogs, Friederike von Sachsen-Weißenfels, lebte von 1746 bis 1751 im Schloss. Nach deren Tod wohnten hier bis Anfang des 19. Jahrhunderts die ehemaligen Diener und deren Nachkommen.

### 19. und 20. Jahrhundert
Nach der Periode der französischen Herrschaft ab 1806 kam das Amt Langensalza mit dem albertinischen Teil Thüringens durch den Wiener Kongress 1815 an das Königreich Preußen. Schloss Dryburg wurde jetzt Sitz verschiedener Ämter. Im Westflügel war das Rentamt, die Salarienkasse (Lohnkasse) und das Landratsamt untergebracht, neben der Wohnung für den Rentmeister. Im Nordflügel hatte seit 1838 das königliche Kreisgericht seinen Sitz. Die im dritten Geschoss liegende Schlosskapelle und der große Saal im zweiten Geschoss wurden durch das Einziehen von Wänden in einzelne Büroräume aufgeteilt. Im Erdgeschoss befand sich das Hauptsteueramt. Im Dezember 1899 brannte der Nordflügel aus und wurde im Folgejahr abgetragen. Im Südflügel des Schlosses existierte 1912 noch das Hauptzollamt, das 1925 nach Mühlhausen verlegt wurde. 1927 kaufte die Stadt Langensalza die vom Schloss verbliebenen Gebäude und richtete dort unter anderem vier städtische Wohnungen ein. Im Südflügel hatten die Ortskrankenkasse und das Kreisarbeitsnachweisamt ihren Sitz. Teile des Westflügels wurden von 1949 bis 1991 als Stadtbibliothek genutzt und Teile des Südflügels als Schule.

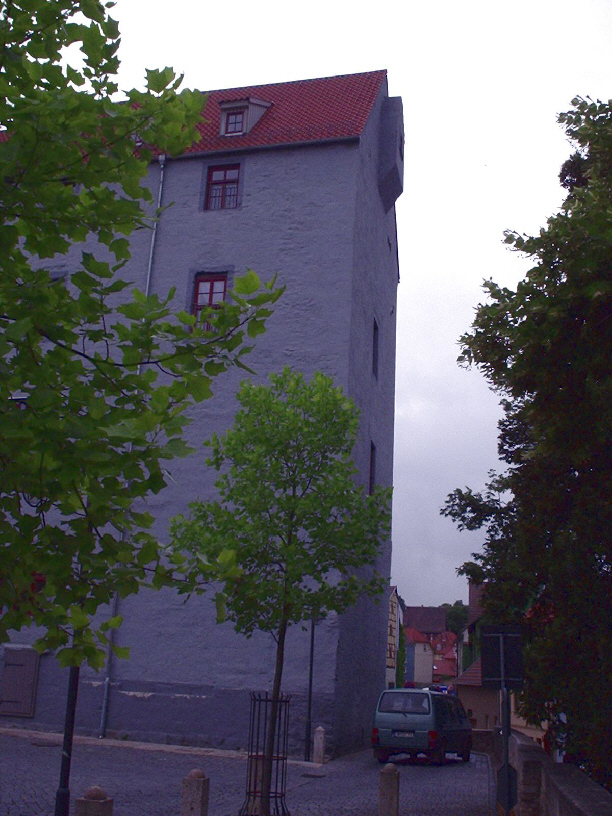
Rückwärtige Ansicht (2003)

## Baugeschichte

### Alte Burg
Von der 1346 zerstörten Burganlage der Herren von Salza ist lediglich ein Wohnturm erhalten geblieben. Heute Bestandteil des Westflügels, stand er ursprünglich an der Südwestecke der Kernburg, vermutlich freistehend im Hofbereich. Eine rundbogige Fensteröffnung, ein in der Wand befindlicher Abort, die Reste eines Zwillingsfensters, die Konsolsteine eines Kamins und andere bauliche Details bezeugen noch heute den spätromanischen Wohnraum aus der Zeit um 1250. Ein zweiter, 1346 erhalten gebliebener Wohnturm stand im nordöstlichen Bereich der Burg. Zusammen mit dem Nordflügel des Schlosses brannte er 1899 aus und wurde abgetragen. Im Schlosshof deutet ein erhaltenes starkes Fundament möglicherweise auf den Standort des Bergfrieds der ersten Burganlage hin, über deren genaue Gestaltung weiter nichts bekannt ist.

### Wiederaufbau
Beim Wiederaufbau der Burg nach 1346 entstand eine fast quadratische Anlage, in der drei Burghäuser standen, eines davon in der Nordwestecke als Teil der Ringmauer. In das Haus in der Nordostecke bezog man den erhaltenen Wohnturm ein, den man turmartig aufstockte. Den zweiten, bis heute erhaltenen Wohnturm integrierte man in das Haus in der Südwestecke. Die Gebäude waren nicht miteinander verbunden. Die beiden nicht unterkellerten Burghäuser auf der Westseite besaßen ein kreuzgratgewölbtes, fensterloses Erdgeschoss mit einem Zugang von der Hofseite im Osten, in dem sich Wirtschafts- und Lagerräume befanden. Im zweiten und dritten Geschoss lagen die Wohnräume und Schlafgemächer. Der Bergfried wurde offensichtlich abgetragen, da er wegen der hohen Burghäuser seine Funktion verloren hatte. Eine mehrteilige Toranlage mit einer Brücke über den Trockengraben, den man im Notfall fluten konnte, befand sich in der Südostecke der Anlage. Nach Süden wurde die Kernburg durch eine Zwingermauer begrenzt. Im Osten lag die Vorburg – das spätere Vorderschloss – mit den landwirtschaftlichen Gebäuden und dem Amtshaus, durch einen Graben von der Kernburg getrennt. Über eine Brücke und durch ein Tor kam man in den inneren Burghof, der im Bereich der Zwingermauer – an der Stelle des heutigen Südflügels – ebenfalls bebaut war. Neben dem Tor stand der Reisigenstall mit acht Pferdeständen und einem Stallbett. Ein kleiner Stall, der zur „peinlichen“ (folternden) Befragung genutzt wurde, schloss sich an. Außerdem war ein Kuhstall vorhanden und ein kleiner Backofen, eine Darre mit vier Horden, eine Badestube, ein Pumpenbrunnen, eine Küche und eine Speisekammer. Im 15. Jahrhundert ist auch ein Schafhaus bezeugt, das aber nicht mehr lokalisiert werden kann.

### Schloss
Im 16. Jahrhundert lassen sich wieder Bauphasen nachweisen. Um 1530 wurden die beiden Burghäuser im Westen durch den Einbau eines Treppenhauses miteinander verbunden. Das nördliche Haus bekam einen repräsentativen Zugang mit einem gekehlten Türgewände anstelle der einfachen bauzeitlichen Türöffnung. Im 16. Jahrhundert erfolgte auch das Einbrechen von Fenstern in das ursprünglich fensterlose Erdgeschoss des Westflügels und der Umbau der Dachstühle: Die Stufengiebel wurden abgetragen oder in ihrer Steigung verringert und alle Fialtürmchen wurden beseitigt. Im Nordflügel wurden zwei Lagerkeller eingerichtet und im Keller unter dem Wohnturm ein Kettengefängnis für die schweren Fälle. 1594 erhielt der Torbau im Südosten ein Fachwerkgeschoss.
Erst nach dem Dreißigjährigen Krieg (1618–1648) gab es wieder bauliche Aktivitäten. Im wüsten nordöstlichen Wohnturm und im Nebenhaus wurden 1665 fünf Böden eingezogen, für die Lagerung des Fruchtzehnts aus dem Amt Langensalza. Von den Räumlichkeiten des Schlosses werden 1683 die Blaue Stube mit fünf Fenstern genannt, die Gelbe Stube mit zwei Fenstern, die Fürsten- oder Tafelstube mit sieben Fenstern, die Wohnstube mit vier Fenstern, der Saal mit zehn Fenstern und die untere gewölbte Blaue Stube mit vier Fenstern. Die Lage der Räume ist wegen des heute fehlenden Nordflügels nicht in jedem Fall lokalisierbar.
1694 begannen die Arbeiten zur Errichtung des Witwensitzes der Herzöge. Der mittlere Teil des heutigen Südflügels wurde für die Schlossküche neu erbaut. Anders als im Westflügel waren hier die Räume im Erdgeschoss und im Obergeschoss beheizbar. Im Westflügel wurde vor dem Treppenhaus 1705 eine Tür mit Freitreppe angelegt. Den nach einem Brand beschädigten Torbau stellte man 1711 wieder her. Der Schlossturm wurde 1712 abgetragen und auf den vorhandenen Mauerstrukturen des Nordflügels der bis 1899 erhaltene barocke Bau mit Mansarddach errichtet. Im Westflügel fügte man zur Erhöhung des Wohnkomforts umfangreiche Schornsteinanlagen in die Giebelwände ein. Der Einbau der barocken Treppe und die Erhöhung des Daches über dem Treppenhaus fällt ebenfalls in diese Zeit. 1718 erfolgte die Erweiterung des Südflügels nach Osten und Westen auf die heutige Länge. Bis um 1720 dauerten die Bauarbeiten für den Witwensitz an.
Mit dem Erlöschen des Herzogtums Sachsen-Weißenfels 1746 und dem Tod der Witwe des letzten Herzogs 1775 fanden die Bautätigkeiten vorläufig ein Ende. Erst nach dem Übergang des Amtes Langensalza an das Königreich Preußen 1815 wurde im Schlosskomplex wieder gebaut. Im Erdgeschoss des Westflügels wurden Türen und Zwischenwände eingebaut und im Obergeschoss entstanden Wohnungen. Auch für den Südflügel sind Umbauarbeiten belegt. 1900 erfolgte der Abbruch des abgebrannten Nordflügels, der Arbeiten auf der Ostseite des Westflügels nach sich zog: Alle Öffnungen im nördlichen Bereich wurden vermauert und verputzt. 1936 wurde der Südflügel im Erdgeschoss noch einmal teilweise umgebaut. Nach der Räumung der Wohnungen begann man in den 1990er Jahren mit der Sanierung der historischen Gebäude.
Der spätromanische Wohnturm mit dem fast vollständig erhaltenen Wohnraum aus der Mitte des 13. Jahrhunderts, die zwei gotischen Burghäuser aus der Mitte des 14. Jahrhunderts, eine in den Strukturen selten erhaltene frühbarocke Schlossküche und repräsentative Reste der barocken Witwenresidenz machen die erhaltene Substanz der Dryburg zu einem Architekturdenkmal von überregionaler Bedeutung.